# Marquês de Ferreira
Marquês de Ferreira de juro e herdade é um título nobiliárquico português criado pelo Rei D. João III por Decreto anterior a 6 de Março de 1533 em favor de D. Rodrigo de Melo, 1.º Conde de Tentúgal, primogénito de D. Álvaro de Bragança, 4.º filho de D. Fernando I, Duque de Bragança e de D. Filipa de Melo, filha herdeira de D. Rodrigo Afonso de Melo, 
1.º Conde de Olivença.
O título de Conde de Tentúgal de juro e herdade com Honras de Parente passou a ser usado pelos herdeiros dos Marqueses de Ferreira.
Em 1648 o 4.º Marquês de Ferreira, D. Nuno Álvares Pereira de Melo, foi criado Duque de Cadaval pelo Rei D. João IV.

## Marqueses de Ferreira (1533)
Título criado de juro e herdade pelo Rei D. João III por Decreto anterior a 6 de Março de 1533 em favor de D. Rodrigo de Melo, 1.º Conde de Tentúgal.

### Titulares
1. D. Rodrigo de Melo (1468–1545), 1.º Conde de Tentúgal
2. D. Francisco de Melo (1520–1588), 2.º Conde de Tentúgal
3. D. Francisco de Melo (1588–1645), 4.º Conde de Tentúgal; 14.º Condestável de Portugal
4. D. Nuno Álvares Pereira de Melo (1638–1727), 1.º Duque de Cadaval e 5.º Conde de Tentúgal
5. D. Jaime Álvares Pereira de Melo (1684–1749), 3.º Duque de Cadaval e 6.º Conde de Tentúgal
6. D. Nuno Caetano Álvares Pereira de Melo (1741–1771), 4.º Duque de Cadaval e 7.º Conde de Tentúgal
7. D. Miguel Caetano Álvares Pereira de Melo (1765–1808), 5.º Duque de Cadaval, 8.º Conde de Tentúgal
8. D. Nuno Caetano Álvares Pereira de Melo (1799–1837), 6.º Duque de Cadaval, 9.º Conde de Tentúgal
9. D. Maria da Piedade Caetano Álvares Pereira Melo (1827–1898), 7.ª Duquesa de Cadaval
10. D. Jaime Segismundo Caetano Álvares Pereira de Melo (1844–1898), 8.º Duque de Cadaval
11. D. Nuno Maria José Caetano Álvares Pereira de Melo (1888–1935), 9.º Duque de Cadaval
12. D. Jaime Álvares Pereira de Melo (1913–2001), 10.º Duque de Cadaval
13. D. Rosalinda Álvares Pereira de Melo (1936), 13.ª Marquesa de Ferreira, 14.ª Condessa de Tentúgal

### Armas
Escudo de prata, com aspa de vermelho, carregada com cinco escudetes de Portugal Antigo: de prata, com cinco escudetes de azul postos em cruz, carregados com cinco besantes de prata, postos em sautor, alternados com 4 cruzes de prata floriadas e vazias de vermelho. Coroa de Marquês. Timbre: cavalo sainte de prata e endreado de ouro, brindado de vermelho, as rédeas de ouro, ferido de três lançadas no pescoço, vertendo sangue.